# Dīgeh Sarā-ye Pā'īn
Dīgeh Sarā-ye Pā'īn (persiska: دیگه سرای پائین, Dīgeh Sarā, Dīgeh Sarā-ye Pā’īn) är en ort i Iran.   Den ligger i provinsen Gilan, i den nordvästra delen av landet, 300 km nordväst om huvudstaden Teheran. Dīgeh Sarā-ye Pā'īn ligger 50 meter över havet och antalet invånare är 624.
Terrängen runt Dīgeh Sarā-ye Pā'īn är varierad. Runt Dīgeh Sarā-ye Pā'īn är det ganska glesbefolkat, med 45 invånare per kvadratkilometer. Närmaste större samhälle är Hashtpar, 19,2 km norr om Dīgeh Sarā-ye Pā'īn. I omgivningarna runt Dīgeh Sarā-ye Pā'īn växer i huvudsak blandskog.